# Formica rubescens
Formica rubescens é uma espécie de formiga do gênero Formica, pertencente à subfamília Formicinae.